# Maître de l'évolution
Herbert Wyndham, alias le Maître de l'évolution (« High Evolutionary » en VO) est un anti-héros évoluant dans l'univers Marvel de la maison d'édition Marvel Comics. Créé par le scénariste Stan Lee et le dessinateur Jack Kirby, le personnage de fiction apparaît pour la première fois dans le comic book The Mighty Thor #134 en novembre 1966.
Ce personnage est en partie basé sur le Docteur Moreau, un eugéniste célèbre créé par l'écrivain H. G. Wells.[réf. souhaitée]

## Biographie du personnage

### Origines
Herbert Wyndham naît à Manchester en Angleterre, au début du XXe siècle. Étudiant brillant, il poursuit les études du biologiste Nathaniel Essex (Mister Sinistre) et commence les bases de la manipulation génétique. Il construit une machine d'accélération génétique pour faire évoluer rapidement les rats. Lors d'une conférence sur la génétique à Genève, il est approché par un homme, Phaeder (le généticien des Inhumains), qui lui transmet des notes permettant de déchiffrer le code génétique. Grâce à ce savoir, Wyndham développe un isotope, l'« isotope A ».
Il réussit sa première évolution sur Dempsey, son chien dalmatien, lui donnant l'intelligence d'un singe ; mais le chien est abattu et Wyndham décide alors d'aller s'installer à l'étranger.
Il s'associe avec le chercheur Jonathan Drew (le père de Jessica Drew) et fait construire son laboratoire sur le Mont Wundagore (en), en Transie (en), grâce au financement de mines d'uranium découvertes sur place. Le duo poursuit ses recherches jusqu'à ce que la fille de Drew tombe subitement malade, contaminée par l'uranium. Elle est alors placée en animation suspendue. Quand la femme de Drew est tuée par un loup-garou (Gregor Russoff, le seigneur local, victime d'une malédiction), le scientifique quitte l'Europe. Wyndham reste donc seul à travailler.
Il recrute Miles Warren (futur Chacal) et réussit à faire évoluer des animaux, créant ainsi la race des Nouveaux Hommes (en) (« New Men »). Il les éduque et les forme à la manière médiévale, et certains deviennent les « Chevaliers de Wundagore ». Ils servent tous leur dieu, le « Maître de l'évolution ».
En 1958, le Baron Russoff tente de se guérir de la lycanthropie grâce à la magie noire, mais réveille Chthon de sa prison mystique sous le Mont Wundagore. Les chevaliers de Wundagore le repoussent et, la nuit où il est vaincu, une femme nommée Magda accouche de deux jumeaux près de la Citadelle des Sciences du Maître de l'évolution. La fille est imprégnée de la magie démoniaque. Les bébés sont Pietro (Vif-Argent) et Wanda Maximoff (la Sorcière rouge).
Par la suite, Wyndham transforme une partie de sa citadelle en vaisseau-laboratoire et s'exile sur la lune d'une planète habitable, qu'il nomme Wundagore II. Il est accompagné par des Nouveaux Hommes, qu'il installe sur la planète (la Contre-Terre).
Il adopte plus tard Adam Warlock et lui donne la Gemme de l'Âme. Sur la Contre-Terre, il l'aide à lutter contre l'Homme-Bête (en), un de ses Nouveaux Hommes devenu un tyran.
Quand Galactus découvre l'existence de la Contre-Terre, il cherche à s'en nourrir. Le Maître de l'évolution s'oppose au plan du Dévoreur de mondes, mais est vaincu. Ce sont les Quatre Fantastiques qui sauvent la planète, en envoyant Galactus se nourrir d'une autre, qui est empoisonnée. Par compassion, le Maître de l'évolution sauve Galactus en le faisant évoluer en énergie vivante, finalement récupérée par son vaisseau-monde.

### Une santé mentale de plus en plus fragile
C'est à la suite d'une attaque extraterrestre que le Maître de l'évolution commence à souffrir de troubles mentaux. La Contre-Terre est détruite lors du conflit du Gant de l'infini.
Devenu maniaque et suicidaire, il tente de se tuer, mais sa combinaison de survie lui sauve la vie. Il retourne sur Terre pour trouver quelqu'un d'assez fort pour percer l'armure. Il force Hulk à l'attaquer et ce dernier perce l'armure, faisant dégénérer Wyndham jusqu'au stade unicellulaire. Mais son armure le fait ré-évoluer par la suite, ce qui change sa perception de l'humanité. Il décide alors de prendre une part active à l'évolution, plutôt que d'être un protecteur distant. Mais les Vengeurs s'opposent à ses plans de faire muter toute la planète.
Il repart vivre aux confins de l'espace, dans le but de créer une nouvelle race immortelle à partir de matière de la Galaxie Noire, et assiste à la naissance d'un Céleste. Cet événement le fait basculer dans la folie. Revenu sur Terre, il est opposé à Ka-Zar après avoir fait évoluer Shanna en femelle à son image. Cette dernière restant aux côtés de son mari sur la Terre Sauvage, Wyndham lui redonne sa forme humaine.
Après le Jour-M, le Maître de l'évolution est approché par Le Fauve qui cherche à faire réapparaître le gène X. Le Fauve parvient jusqu'à sa citadelle, en Transie (en), mais est accueilli par un hologramme qui refuse de l'aider.

### Annihilation: Conquest
Récemment, on revoit le Maître de l'évolution dans l'espace Kree, lors du crossover Annihilation: Conquest (en).
Travaillant pour l'Intelligence suprême (en) dans un vaisseau-laboratoire camouflé en soleil, ses travaux visent à faire évoluer la race Kree. De retour sur la planète Hala avec Quasar et Adam Warlock, il est obligé par Ultron à transférer la conscience de ce dernier dans le corps d'Adam, devenant l'être parfait.

## Pouvoirs, capacités et équipement

### Capacités
Le docteur Herbert Wyndham a fait évoluer son propre cerveau pour qu’il atteigne son plein potentiel, ce qui lui a donné une intelligence à la limite supérieure du potentiel humain ; il possède ainsi des connaissances et des capacités intellectuelles quasiment illimitées.
Il est le seul homme dont l'intelligence et la connaissance ont été classées comme étant égales à certaines entités cosmiques. L'entité nommée Kubik (en) (un Cube cosmique qui a évolué vers la conscience) l'a un jour défini comme l’un des « êtres élevés » aux côtés d’entités telles que l’Étranger, Galactus, les Célestes ou les Vishanti (en). 
Devenu plus qu'humain, Wyndham possède une mémoire parfaite. C'est l'un des plus grands scientifiques de la Terre et l'un des meilleurs (et des plus compétents) généticiens de la planète à l'heure actuelle, si ce n'est le meilleur. Il possède notamment une expertise en biologie, chimie, médecine, physique, ingénierie, psychologie humaine, informatique et en cybernétique.

### Pouvoirs et équipement
Le Maître de l'évolution a fait évoluer son propre code génétique et s'est enfermé dans une armure cybernétique très évoluée, capable de le guérir en cas de blessure mortelle. L'armure, en argent, possède une résistance fantastique aux dommages et fournit un appareillage de support vital (recyclage de l'air, nourriture, etc.). La combinaison est aussi équipée d'un dispositif de téléportation.
Sa combinaison le protège automatiquement, grâce à un système de sauvegardes, ce qui lui assure une survie même dans les circonstances les plus intenses. Pouvant s’autoréparer, la combinaison peut restaurer le Maître de l'évolution en utilisant son code génétique, qui est stocké dans ses systèmes.
- Le Maître de l'évolution dispose de vastes pouvoirs psioniques qui lui permettent notamment de réarranger la matière et l’énergie ; il peut aussi projeter des décharges énergétiques[1]. La portée exacte de ses pouvoirs est inconnue. Il a aussi démontré posséder des capacités télépathiques et télékinésiques[1]. On l'a déjà vu bloquer son esprit aux sondes mentales.
- Il peut aussi accroître ou décroître sa propre masse et sa taille[1].
- Il peut faire évoluer ou régresser les êtres vivants et même créer des êtres vivants à partir de rien[1].
- Il peut aussi voyager à travers les dimensions[1] et possède un faible don de conscience cosmique.

Il utilise couramment de nombreuses machines pour contrôler les effets de l’évolution, que ce soit la sienne ou celle de ses créations. 
Il a construit et a régulièrement occupé la Citadelle des Sciences sur le Mont Wundagore (en), en Transie (en), qui est capable de décoller dans les airs et de voyager dans l’espace. Le Maître de l'évolution a aussi employé plusieurs autres bases sur la Terre, notamment un centre de recherches en Terre sauvage, un château à New York et des laboratoires cachés sous plusieurs villes importantes. Il a même utilisé des laboratoires spatiaux, allant de simples bases sur un astéroïde à des vaisseaux orbitaux, voire des vaisseaux-mondes comme le Néo-Wundagore.

## Apparitions dans d'autres médias

### Cinéma

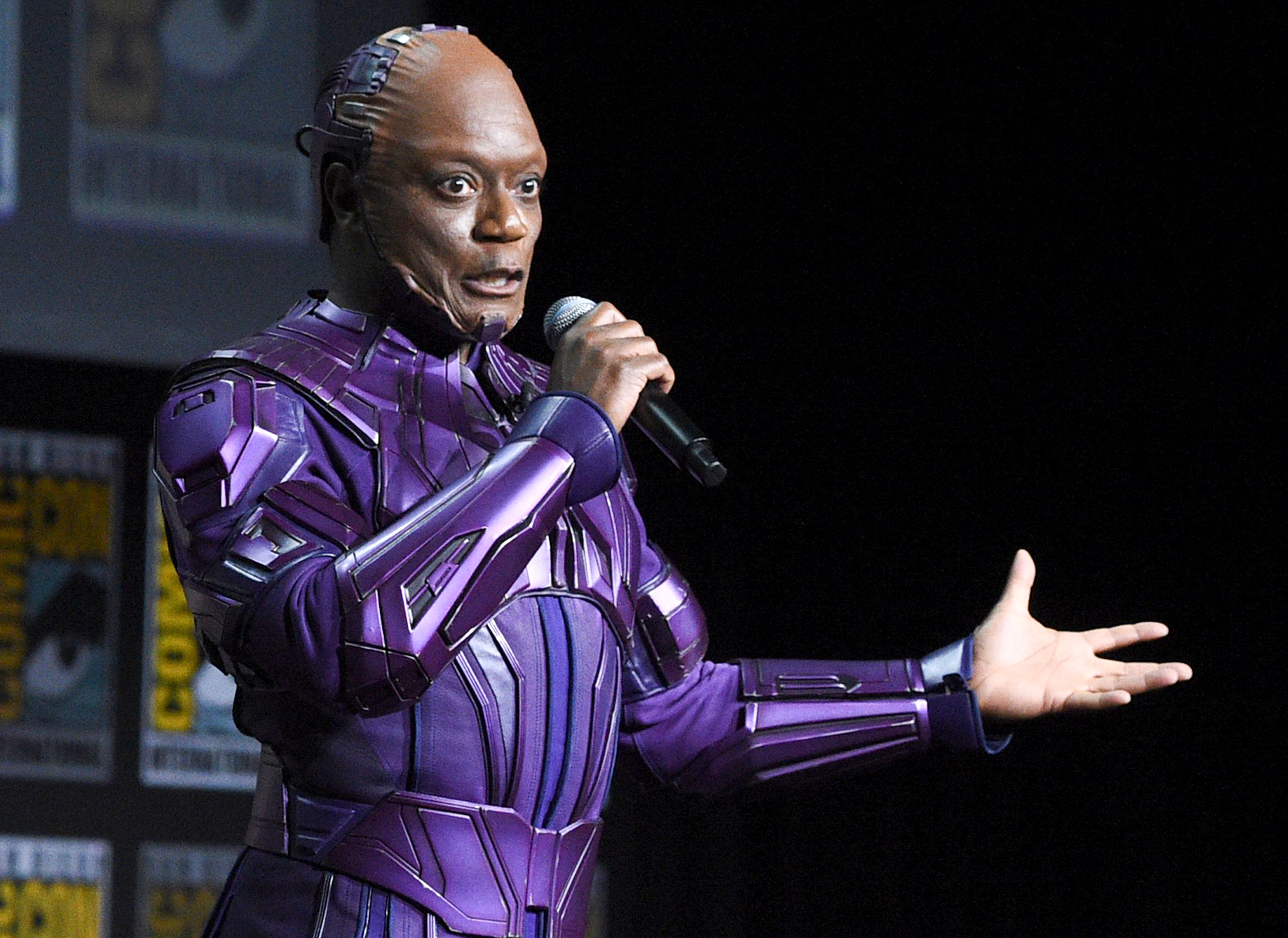
Le Maître de l'évolution tel qu'il apparaît au cinéma, interprété par Chukwudi Iwuji, ici en costume lors de la Comic-Con 2022.

L'acteur Chukwudi Iwuji incarne le personnage au sein de l'univers cinématographique Marvel dans le film Les Gardiens de la Galaxie Vol. 3 (2023). Il y est présenté comme le créateur de Rocket Raccoon.

### Télévision
- 1996 : X-Men (série d'animation) - 1 épisode : doublé en anglais par James Blendick
- 1999-2001 : Les Nouvelles Aventures de Spider-Man (Spider-Man Unlimited) (série d'animation) - 10 épisodes : doublé en anglais par Richard Newman
- 2011 : The Super Hero Squad Show (série d'animation) - 1 épisode : doublé en anglais par Jonathan Frakes
- 2014 : Hulk et les Agents du S.M.A.S.H. (Hulk and the Agents of S.M.A.S.H.) (série d'animation) - 1 épisode : doublé en anglais par Corey Burton
- 2017-2018 : Les Gardiens de la Galaxie (Marvel's Guardians of the Galaxy) (série d'animation) - 3 épisodes : doublé en anglais par Nolan North